# Lunes

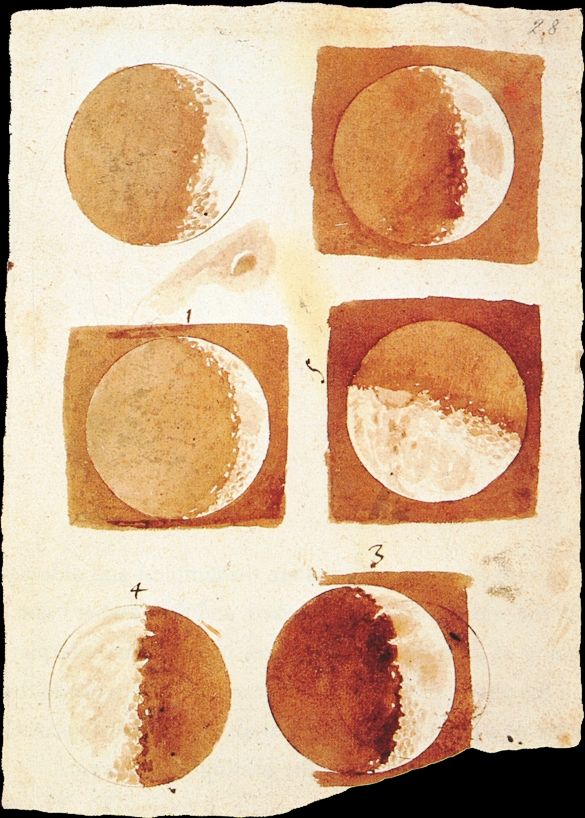
Dibujos de Galileo de 1616 sobre la Luna y sus fases. El lunes lleva el nombre de la Luna en muchos idiomas.

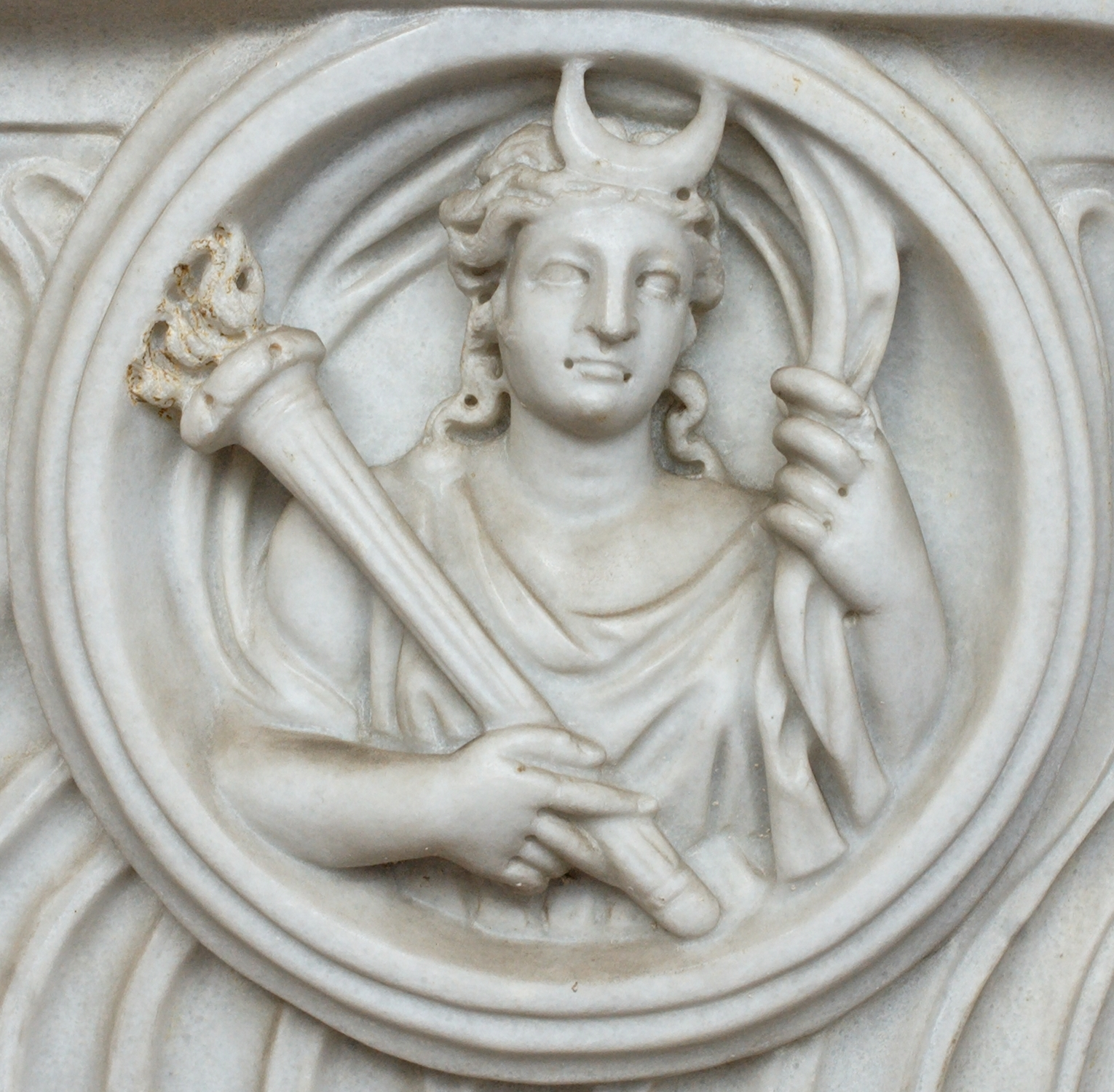
Busto de Selene, diosa de la Luna, en las Termas de Diocleciano.

El lunes es el primer día de la semana en el calendario gregoriano y de la semana laboral, según el estándar ISO 8601. Sigue al domingo y precede al martes. En los países que adoptan la convención del «domingo el 1.º», es el segundo día de la semana. El nombre de lunes deriva del latín vulgar [dies] Lunis, y este de la alteración del latín [dies] Lunae 'día de la Luna'.

## Etimología
El nombre «lunes» proviene del latín Lunae, o «Luna». En latín clásico la forma era dies lunae, que evolucionó en latín vulgar a dies lunis por analogía con dies martis, dies jovis, etc. Normalmente se abreviaba en lunis, de ahí la forma actual.
Estos son algunos de los nombres que recibe el día en otros idiomas:
| Idioma | Nombre | Etimología               |
| --- | --- | ------------------------ |
| Español Inglés Alemán Sueco Danés Finés Francés Catalán Gaélico escocés Gallego Guaraní Italiano Islandés Latín Neerlandés Rumano Asturiano/Leonés Tagalo Quechua Japonés Véneto Esperanto Coreano Náhuatl | lunes Monday Montag Måndag Mandag maanantai lundi dilluns luan luns jasy lunedì mánudagur dies lunae maandag luni llunes lunes killachaw 月曜日 (getsuyōbi) luni lundo 월요일 mētztlitōnal | día de la Luna           |
| Euskera Chino Húngaro | astelehena 星期一 (xīng qī yī) hétfő | primer día de la semana  |
| Portugués Latín eclesiástico Árabe Hebreo Griego moderno Persa | segunda-feira feria secunda الاثنين (al-ithnayn) יום שני (yom sheni) Δευτέρα (deftéra) دوشنبه (dōšanbé)                                                                                    | segundo día de la semana |
| Turco Esloveno Ruso Polaco | pazartesi ponedeljek понедельник poniedziałek | día después del domingo  |

## Otros datos
- Según una antigua costumbre de la Iglesia católica, este día está dedicado a honrar a los difuntos y a las ánimas del Purgatorio.[3]
- El lunes, así como el sábado, esta dedicado a los «misterios gozosos» del Santo Rosario.